# Bauyrschan Scholschijew
Bauyrschan Renatuly Scholschijew (kasachisch Бауыржан Ренатұлы Жолшиев Bauyrjan Renatūly Jolşiev, russisch Бауржа́н Рена́тович Джолчи́ев, Baurschan Renatowitsch Dscholtschijew; * 8. Mai 1990 in Frunse, Kirgisische SSR) ist ein kasachischer ehemaliger Fußballspieler.

## Karriere
Seine aktive Laufbahn begann Bauyrschan Scholschijew im Jahre 2008 bei FK Almaty. Nach der Auflösung des Vereins zum Ende der Saison 2008 wechselte er zu FK Atyrau. Mit diesem Verein gewann er 2009 den kasachischen Pokal. Nach einer weiteren Saison in Atyrau ging er zu Tobyl Qostanai.

## Nationalmannschaft
Nach drei Spielen für die kasachische U-21 wurde Scholschijew im Mai in die kasachische Fußballnationalmannschaft berufen, in der er am 1. Juni 2012 im Freundschaftsspiel gegen Kirgisistan sein Debüt gab.

## Erfolge
- Kasachischer Meister: 2014, 2015
- Kasachischer Pokalsieger: 2009